# Wieland Herzfelde

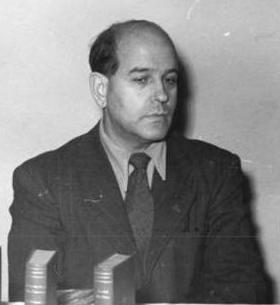
Wieland Herzfelde
am 5. Januar 1951 in Ost-Berlin

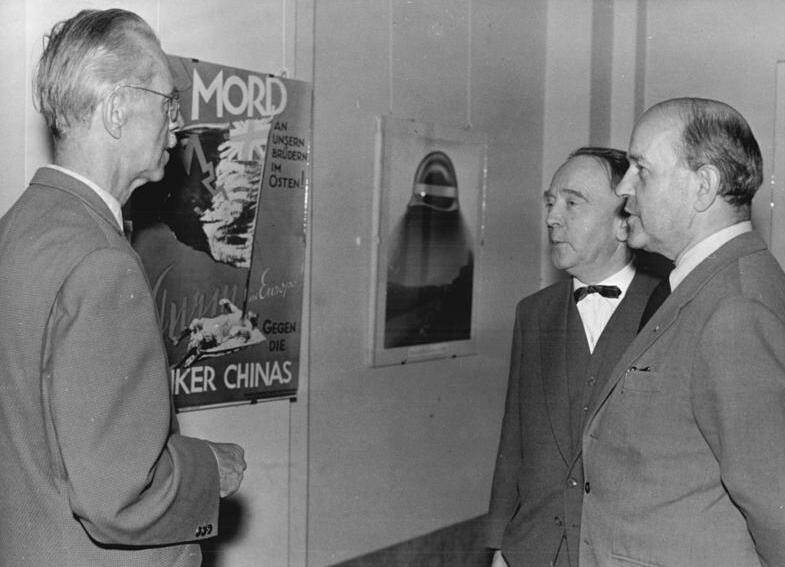
Wieland Herzfelde, rechts, 1960 im Gespräch mit Otto Nagel, links, und seinem Bruder John Heartfield über eine von dessen Fotomontagen.

Wieland Herzfelde (eigentlich Herzfeld; * 11. April 1896 in Weggis, Schweiz; † 23. November 1988 in Ost-Berlin) war ein deutscher Publizist, Autor und Verleger. Im Jahre 1916 gründete er den Malik-Verlag, der auf Avantgardekunst sowie kommunistische Literatur spezialisiert war.

## Leben

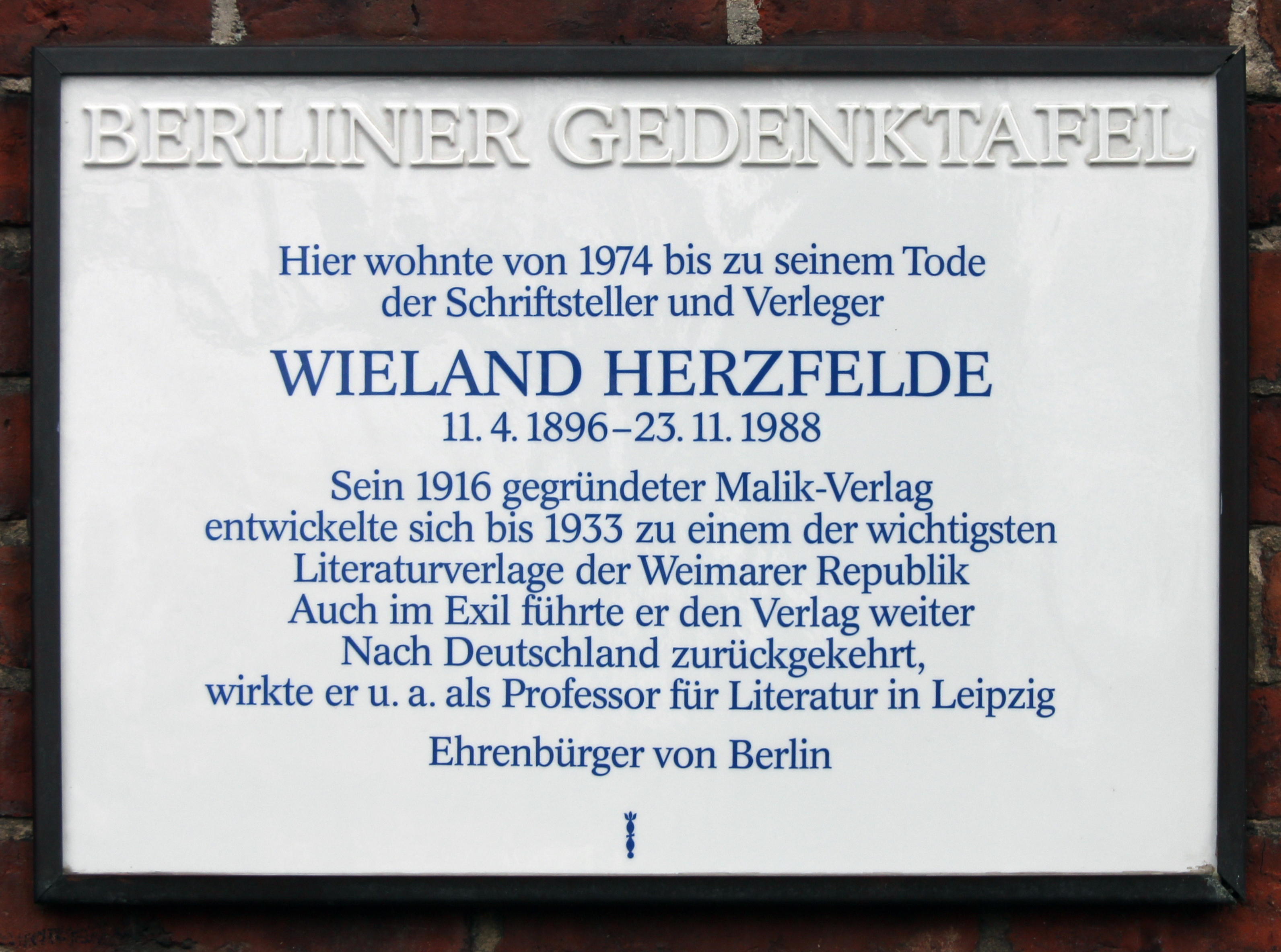
Berliner Gedenktafel am Haus, Woelckpromenade 5, in Berlin-Weißensee

Wieland Herzfeld war drittes von vier Kindern des Schriftstellers Franz Held (eigentlich Herzfeld) und dessen Frau Alice Stolzenberg. Er folgte seinem älteren Bruder Helmut Herzfeld 1914 nach Berlin, wo er Germanistik und Medizin studierte. Von Jugend an hegte er den Wunsch, Schriftsteller zu werden, und verfasste bereits in jungen Jahren erste Gedichte. Ab März 1914 veröffentlichte er seine Arbeiten unter dem Namen Wieland Herzfelde mit angehängtem „e“, da er von Else Lasker-Schüler so genannt wurde. Seine künstlerischen Pläne wurden 1914 unterbrochen; Herzfelde zog als Freiwilliger in den Ersten Weltkrieg. Die Erlebnisse an der Front erschütterten ihn und er beschloss 1916 mit seinem Bruder, eine Zeitschrift gegen den Krieg herauszubringen. Die erste Ausgabe der Neuen Jugend erschien noch im selben Jahr, im folgenden Jahr wurde sie von der Regierung verboten.
Aus dem Projekt Neue Jugend ging 1917 der Malik-Verlag hervor. Dieser spezialisierte sich zunächst auf das Publizieren von politisch brisanten Zeitschriften (u. a. Die Pleite, Der Gegner) und Kunstmappen von George Grosz. Im selben Jahr wurde Herzfelde aus der Armee entlassen. Sein Bruder Helmut Herzfeld, der sich nun John Heartfield nannte, war Mitbegründer des Verlags und für die extravagante Gestaltung der Veröffentlichungen zuständig. Allmählich wandelte sich das Unternehmen von einem Zeitschriften- zu einem Buchverlag, wurde zum Sprachrohr des Dadaismus und unterstützte mit seinen Publikationen die Sowjetunion.
Herzfelde pflegte zu vielen Berliner Künstlern persönliche Kontakte, unter anderen zu Harry Graf Kessler, Else Lasker-Schüler oder Erwin Piscator, die ihm bei seiner Arbeit finanzielle sowie moralische Hilfe anboten. Am 31. Dezember 1918, dem Tag der Gründung der Kommunistischen Partei Deutschlands (KPD), traten Herzfelde, Grosz und Heartfield der Vereinigung bei. Zu Wieland Herzfeldes politischen Positionen und Einschätzungen notierte Harry Graf Kessler in seinem Tagebuch: „Er gibt sich ganz offen als Kommunist und Anhänger des Spartakusbundes. Er sagt, nicht aus sentimentalen ethischen Gründen wie Liebknecht, sondern weil der Kommunismus ökonomischer als unsere heutige Produktionsweise und bei der Verarmung Europas notwendig sei. Auch den Terror hält er für notwendig, weil die menschliche Natur nicht an sich gut, daher Zwang nötig sei. Allerdings brauche es nicht blutiger Terror zu sein; ihm schwebe eine Form des Boykotts als Terror vor. Der Spartakusaufstand sei nicht irgendwie vorbereitet und dilettantisch organisiert gewesen. Das Gerede von russischer Organisation und russischem Geld sei Unsinn. Der Aufstand sei gegen den Willen und die Erwartung der Führer ausgebrochen.“
In den 1920er Jahren wurde der Verlag um eine Kunstgalerie, die Grosz-Galerie, und eine Buchhandlung erweitert. Im April 1921 mussten Herzfelde und Grosz vor Gericht erscheinen. Es ging um einen Prozess wegen Beleidigung der Reichswehr, den das Reichswehrministerium angestrengt hatte. Anlass waren Ausstellungsstücke aus der Ersten Internationalen Dada-Messe von 1920: Grosz’ Mappe Gott mit uns und der ausgestopfte Soldat mit dem Schweinekopf, entworfen von Schlichter und Heartfield. Das Gericht verhängte Geldstrafen von 300 Mark gegen Grosz und von 600 Mark gegen seinen Verleger Wieland Herzfelde.
Wieland Herzfelde war mit Gertrud Bernheim (2. Juni 1902 bis 28. Oktober 1970) verheiratet, sie hatten einen Sohn, George Herzfelde, der sich später George Wyland nannte. Aus einer früheren Ehe mit Margaret Bucholz hatte er den Sohn Jan.
Mit der Machtergreifung Hitlers wurde die Herausgabe linksgerichteter Bücher unmöglich. Herzfelde versteckte sich bei Freunden vor der Gestapo und fand zuletzt Unterschlupf bei Ernst Rowohlt. Im Jahre 1933 floh er nach Prag, wo er die Verlagstätigkeit wieder aufnahm. Nach der offiziellen Schließung des Malik-Verlags in Berlin 1934 durch die Nationalsozialisten verlegte Herzfelde den Sitz des Hauses aus rechtlichen Gründen nach London, leitete aber den Verlag weiterhin von Prag aus. Dort begann er unter anderem Werke von Johannes R. Becher und Ilja Ehrenburg zu verlegen. Zusammen mit Anna Seghers veröffentlichte er die Zeitschrift Neue Deutsche Blätter, die gegen die „braune Unkultur“ in Deutschland gerichtet war. In diese Zeit fiel auch die Herausgabe der „Gesammelten Werke“ von Bertolt Brecht. Am 3. November 1934 veröffentlichte der Deutsche Reichsanzeiger die dritte Ausbürgerungsliste des Deutschen Reichs, durch welche er ausgebürgert wurde.
Zusammen mit seinem Bruder floh er 1938 nach London, erhielt 1939 ein Visum für die USA und emigrierte schließlich nach New York. Dort begann die härteste Zeit für Herzfelde und seine Familie, da diese ohne jegliche finanzielle Reserven und befreundete Geldgeber ein neues Leben beginnen musste. Fünf Jahre nach seiner Ankunft in Amerika konnte er seinen Wunsch, einen Verlag für deutsche Exilautoren zu gründen, verwirklichen. Den antifaschistischen Aurora-Verlag rief er gemeinsam mit Bertolt Brecht, Lion Feuchtwanger, Alfred Döblin, Heinrich Mann, Ernst Bloch, Ferdinand Bruckner, Oskar Maria Graf, Berthold Viertel, Ernst Waldinger und F. C. Weiskopf 1944 ins Leben. Dieser musste zwei Jahre später wieder geschlossen werden, da Herzfelde hoch verschuldet war. In New York war er Teilnehmer des Oskar-Maria-Graf-Stammtisches.
1949 kehrte Herzfelde nach Deutschland zurück. Er wurde Professor für Literatur an der Universität Leipzig (zunächst für „Soziologie der modernen Weltliteratur“ an der Gesellschaftswissenschaftlichen Fakultät; dann für „Literatur und Kunstkritik“ an der Philosophischen Fakultät). Er verfasste Gedichte, Erzählungen, Essays und arbeitete als Übersetzer. Nach der Rückkehr John Heartfields 1950 entstanden Bühnenbilder und Buchausstattungen. Von 1954 bis 1961 war Herzfelde Professor für Soziologie der neueren Literatur an der Fakultät für Journalistik.
Wieland Herzfelde setzte sich weiterhin für die Grundsätze des Sozialismus ein, erhielt in der DDR als Verleger aber keine große Unterstützung und Anerkennung. Wie viele Genossen, die während des Faschismus Zuflucht in Westeuropa oder den USA gesucht hatten, wurde er zeitweilig von der Partei ausgeschlossen. In den Jahren 1952 bis 1962 widmete er sich ganz der Herausgabe der 14-bändigen „Gesammelten Werke“ von Leo N. Tolstoi.
Von 1956 bis 1970 war Herzfelde Präsident des P.E.N.-Zentrums der DDR und ab 1961 Mitglied der Akademie der Künste der DDR.

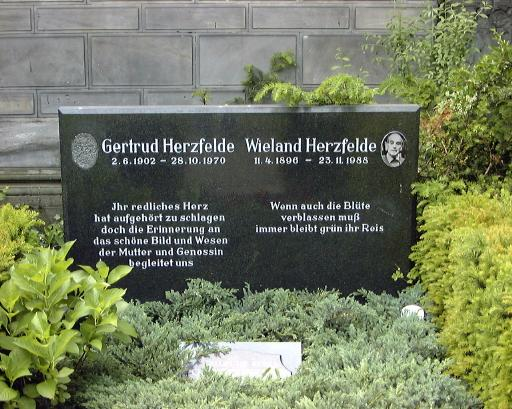
Grab von Wieland Herzfelde auf dem Dorotheenstädtischen Friedhof in Berlin, hier noch mit dem alten, von Herzfelde selbst entworfenen Grabstein

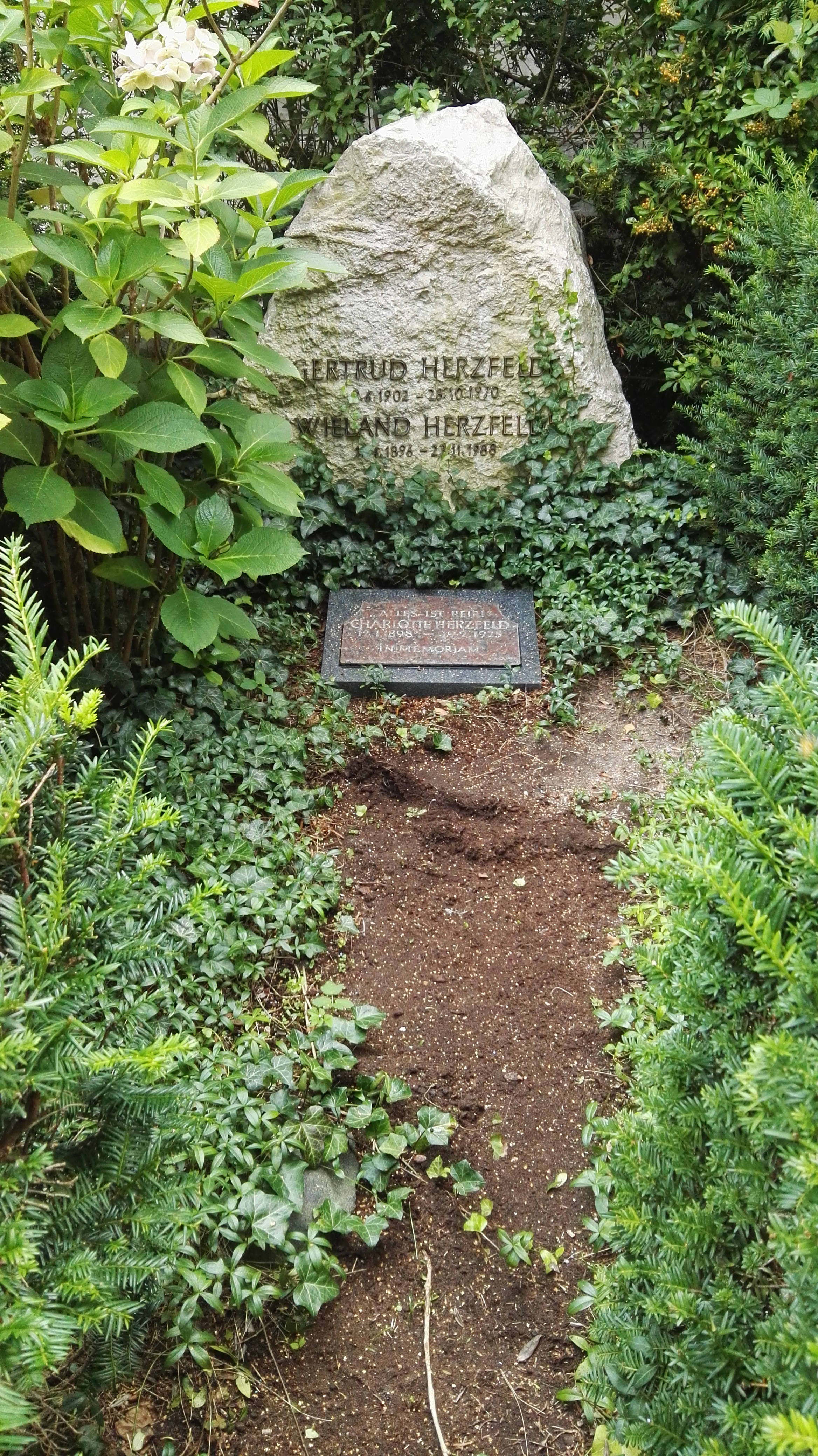
Grab (2016)

1968 verstarb sein Bruder John Heartfield. Im gleichen Jahr veranstaltete die Deutsche Akademie der Künste die Ausstellung „Der Malik-Verlag“, wobei auf den Reprint der Neuen Jugend eine Reihe Neudrucke aller Malik-Zeitschriften und ausgewählter Bücher folgten. Auch in Westdeutschland wurde das Werk des Verlegers durch mehrere Ausstellungen gewürdigt.
Die Grabstätte, als Ehrengrab des Landes Berlin auf dem Dorotheenstädtischen Friedhof, befindet sich in der Abteilung CH. Am 23. November 1995 wurde an seinem ehemaligen Wohnhaus, Berlin-Weißensee, Woelckpromenade 5, eine Berliner Gedenktafel angebracht.
Wieland Herzfelde ist eine Figur in Robert Cohens Roman Exil der frechen Frauen.

## Auszeichnungen
- 1959: Heinrich-Heine-Preis des Ministeriums für Kultur der DDR
- 1981: Karl-Marx-Orden
- 1986: Ehrenbürger von Berlin

## Namensgeber
Herzfeldes Namen trug die Wieland-Herzfelde-Oberschule (bzw. Gymnasium) in Berlin-Weißensee. Nach deren Zusammenführung mit der Bühring-Oberschule im Jahr 2006 wurde sie 2007 in Primo-Levi-Gymnasium umbenannt.

## Darstellung Herzfeldes in der bildenden Kunst
- George Grosz: Bildnis Wieland Herzfelde (um 1926; publiziert in Der Querschnitt Heft 12/1926 als Exponat einer Ausstellung der Galerie Flechtheim)[8]
- Linde Bischof: Wieland Herzfelde (1984, schwarze Kreide auf Bütten, 52, × 39,3 cm; Otto-Dix-Haus Gera)
- Margit Grüger: Porträt Wieland Herzfelde, 1985, Kohlezeichnung auf Vorsatzpapier, Kunstsammlung der Akademie der Künste (Berlin), Porträt Wieland Herzfelde, 1985, Kohlezeichnung auf Achatpapier, Kunstsammlung der Akademie der Künste (Berlin)

## Schriften
- Schutzhaft. Erlebnisse vom 7. bis 20. März 1919 bei den Berliner Ordnungstruppen. Malik, Berlin 1919.

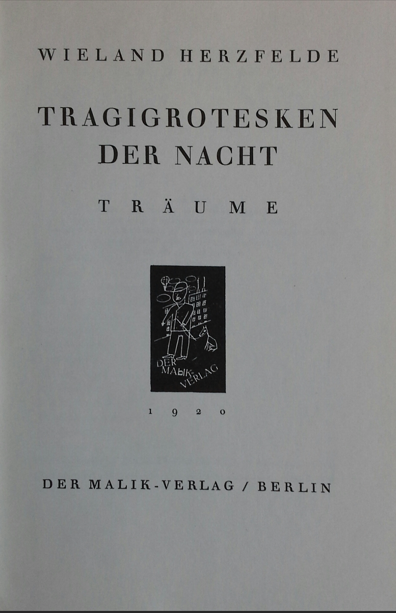
Herzfeldes Tragigrotesken der Nacht im Malik-Verlag

- Herzfeldes Tragigrotesken der Nacht im Malik-VerlagTragigrotesken der Nacht – Träume. Malik Verlag, Berlin 1920. Einband und Zeichnungen von George Gross [sic!]. (Fotomechanischer Nachdruck ab 1972: Aufbau-Verlag, Berlin/Weimar).
- George Grosz und Wieland Herzfelde: Die Kunst ist in Gefahr – Drei Aufsätze. Malik Verlag, Berlin 1925.
- Immergrün: merkwürdige Erlebnisse und Erfahrungen eines fröhlichen Waisenknaben. Aufbau-Verlag, Berlin 1949.
- Das steinerne Meer: ungewöhnliche Begebenheiten. Erzählungen. Insel Verlag, Leipzig 1955 (= Insel-Bücherei, 599).
- Im Gehen geschrieben. Verse aus 44 Jahren. Aufbau Verlag,  Berlin und Weimar, 1956.
- Unterwegs: Blätter aus 50 Jahren. Aufbau-Verlag, Berlin 1961.
- John Heartfield: Leben und Werk. Verlag der Kunst, Dresden 1962 (= Fundus-Reihe, 99/100).
- Zur Sache geschrieben und gesprochen zwischen 18 und 80. Aufbau-Verlag, Berlin/Weimar 1976.
- Was Du berührst… Liebesgedichte. Illustrationen von Werner Klemke. Privatausgabe, 200 Exemplare. Berlin 1976.
- Blau und Rot: Gedichte. Insel Verlag, Leipzig 1971 (Insel-Bücherei, 952).
- Wieland Herzfelde und Ernst Bloch: Wir haben das Leben wieder vor uns – Briefwechsel 1938–1949. Suhrkamp Verlag, Frankfurt a. M. 2001, ISBN 3-518-58259-3.
- „Werter Genosse, die Maliks haben beschlossen …“. Wieland Herzfelde, Hermynia zur Mühlen, Upton Sinclair: Briefe 1919–1950. Weidle, Bonn 2001.

## Filme
- 1966: Die Ermittlung (Theateraufzeichnung).
- 1976: Wieland Herzfelde. Produktion des Saarländischen Rundfunks/Fernsehen (30 Minuten). Buch und Regie: Klaus Peter Dencker.
- 1977: „Malik meine Liebe“ – Ein kunsthistorischer Filmessay von Fred Gehler und Ullrich Kasten. Produktion: Fernsehen der DDR